# 욕계 작용만 하는 마음
욕계 작용만 하는 마음(팔리어: kāmāvacara-kriyācittāni 까-마-와짜라 끼리야- 찟따-니, 영어: sense-sphere functional consciousness) 또는 큰 작용만 하는 마음(팔리어: mahākiriya 마하-끼리야, 영어: great functional cittas)은 특히 상좌부의 교학과 아비담마 그리고 수행에서 사용하는 용어로, 붓다를 포함한 아라한만이 가지는 무탐 · 무진 · 무치의 3선근과 함께하는 다음 8가지 욕계에서의 마음을 말한다. 아라한의 마음은 오직 진여의 무분별지를 발현하여 작용할 뿐 그 작용이 끝나고 나면 곧바로 소멸하여 후유를 낳을 어떠한 단서 즉 어떠한 집착 또는 욕망도 남기지 않기 때문에 오직 선한(유익한) 작용만 할 뿐 선업도 쌓지 않아 후유를 낳지 않는다.
1. 기쁨이 함께한, 지혜와 결합한, 자극받지 않은 마음
2. 기쁨이 함께한, 지혜와 결합한, 자극받은 마음
3. 기쁨이 함께한, 지혜와 결합하지 않은, 자극받지 않은 마음
4. 기쁨이 함께한, 지혜와 결합하지 않은, 자극받은 마음
5. 평온이 함께한, 지혜와 결합한, 자극받지 않은 마음
6. 평온이 함께한, 지혜와 결합한, 자극받은 마음
7. 평온이 함께한, 지혜와 결합하지 않은, 자극받지 않은 마음
8. 평온이 함께한, 지혜와 결합하지 않은, 자극받은 마음

위의 8가지 마음에 공통된 지혜 즉 반야는 기본적으로 인과 즉 업과 업의 과보의 법칙 즉 연기법을 아는 것 또는 믿는 것을 말하는데, 붓다를 포함한 아라한의 경우 제법의 고 · 무상 · 무아 즉 공을 철견한 것으로서의 반야를 말한다.
욕계 작용만 하는 마음은 다음의 분류 또는 체계에 속한다.
- 욕계 · 색계 · 무색계 · 출세간에 속한 89 또는 121가지 마음
  - 욕계 마음 54가지
    - 욕계의 해로운 마음 12가지
    - 욕계의 원인 없는 마음 18가지
    - 욕계의 아름다운 마음 24가지
      - 욕계 유익한 마음 8가지
      - 욕계 과보의 마음 8가지
      - 욕계 작용만 하는 마음 8가지

- 작용만 하는 마음 20가지
  - 욕계 마음의 원인 없는 마음 중 원인 없는 작용만 하는 마음 3가지 一 누적 3가지
  - 욕계 마음의 욕계의 아름다운 마음 중 욕계 작용만 하는 마음 8가지 一 누적 11가지
  - 색계 마음의 색계 작용만 하는 마음 5가지 一 누적 16가지
  - 무색계 마음의 무색계 작용만 하는 마음 4가지 一 누적 20가지

## 같이 보기
- 작용만 하는 마음
- 아름다운 마음
- 아름답지 않은 마음
- 유익한 마음
- 과보의 마음